# Huang Chao (Badminton)
Huang Chao (* 30. Juni 1992 in Hubei) ist ein singapurischer Badmintonspieler. 

## Karriere
Huang Chao startete 2010 bei den Olympischen Jugend-Sommerspielen. Im gleichen Jahr war er auch bei den Badminton-Juniorenweltmeisterschaften am Start. 2011 stand er bereits im Team seines Landes bei den Südostasienspielen. 2012 repräsentierte er Singapur im Thomas Cup und bei den Asienmeisterschaften. Ebenfalls gewann er seine erste Medaille bei den nationalen Titelkämpfen.